# ۱۳۳۶ (قمری)
۱۳۳۶ (قمری)، هزار و سیصد و سی و ششمین سال در گاهشماری هجری قمری است. اول محرم این سال برابر با هفدهم اکتبر سال ۱۹۱۷ میلادی است.

## رویدادها
- ۱ شعبان - صدور حکم جهاد توسط عبدالحسین لاری علیه انگلیس که منجر به جنگ شدید عشایر ولایت فارس با نیروهای انگلیسی‌ شد.

```
(در جریان جنگ جهانی اول)
```

## وابسته
- عبدالحسین لاری
- میرزا عبدالله فراهانی
- علیقلی خان سردار اسعد
- اسماعیل مرزبان